# The Ballad of Dood and Juanita
| Совокупная оценка   | Совокупная оценка |
| Источник            | Оценка            |
| ------------------- | ----------------- |
| Metacritic          | 76/100            |
| Оценки критиков     |                   |
| Источник            | Оценка            |
| AllMusic            | [ 3 ]             |
| American Songwriter | [ 4 ]             |
| NME                 | [ 5 ]             |
| Pitchfork           | 7.4/10            |
| Rolling Stone       | [ 6 ]             |

The Ballad of Dood and Juanita (с англ. — «Баллада о Дуд и Хуаните») — седьмой студийный альбом американского кантри-певца и автора Стерджила Симпсона, вышедший 20 августа 2021 года на лейбле High Top Mountain. В качестве продюсера записи выступил сам Симпсон
Симпсон описывает альбом как «традиционное кантри, блюграсс и горную музыку, включая госпел и а капелла». Кантри-легенда Вилли Нельсон принял участие в записи песни «Juanita». Симпсон написал песни и записал альбом за одну неделю, и он был описан как концептуальный альбом «о любви среди легенд Кентукки».

## Композиция
Стерджилл Симпсон возвращается к старым временам. Кинематографический концептуальный альбом в стиле кантри и вестерн, The Ballad of Dood & Juanita разворачивается во время Гражданской войны и рассказывает о закалённом военном ветеране и метком стрелке по имени Дуд, который разыскивает свою похищенную невесту Хуаниту. Он клянется разыскать её и вернуть домой, взяв с собой в дорогу лошадь Шамрок и собаку Сэм. Он влюблён в обоих животных почти так же сильно, как в Хуаниту, и оба получают по собственной песне: отрывистую «Shamrock — Hot On The Trail» Бака Оуэнса и проникновенную «Sam (Rest On High)». Это старомодная история, рассказанная старомодным способом. Симпсон играет расширенную версию блюграсса, не забывая при этом заглядывать в латинскую музыку и делать намеки на ковбойские мелодии. Если прислушаться, то можно заметить некоторые прогрессивные политические идеи — центральная фигура покинула войну между штатами, чтобы жениться на женщине, которая, по крайней мере, носит латиноамериканское имя. Записанный за неделю, он быстр и лёгок, как прохладный летний ветерок, его почти 28 минут пролетают молниеносно. Из-за своей краткости The Ballad of Dood & Juanita может поначалу показаться немного слабым, но в конечном итоге это довольно крепкий альбом, который обретает свою силу благодаря неуклонному следованию концепции Симпсона — в его песнях нет ничего лишнего — и безупречному исполнению группы его музыкантов.
Используя небольшую акустическую группу, Симпсон настраивает звучание песен альбома на горную музыку, деревенский кантри и энергичный блюграсс, в котором много скрипки и банджо.

## Обложка
Иллюстрация обложки альбома сделана в виде грубоватого, но теплого наброска, изображающего стойкого мужчину, лошадь и гончую. Она выглядит как обложка давно забытого романа Джона Стейнбека, вписывая Симпсона в традицию великих американских рассказчиков.

## Отзывы
Альбом получил положительные отзывы музыкальных критиков и интернет-изданий: Metacritic (76 из 100).
Обозреватель NME написал, что его четвёртый альбом за два года, после двух томов записей в стиле блюграсс «Cuttin' Grass» (Vol. 1,  Vol. 2, оба вышли в 2020), «The Ballad of Dood & Juanita» — «это не только верное, веселое празднование традиционного звучания, но и традиционной формы». Грейсон Хавер Каррин из Pitchfork Media выразил мнение, что «Поочередно романтическая, игривая, сочувственная и торжественная, The Ballad of Dood and Juanita — это убедительное обновление американского мифотворчества, исполненное группой, достаточно хорошей для того, чтобы с любовью отступить от жанровых условностей»; и продолжил Dood and Juanita «это в неравной степени история любви, урок истории и приключенческий боевик, крест столь же классический, как и звуки вокруг него»; «Это вид современной блюграсс-фантазии, на которую у Симпсона хватает не только смелости, но и умения».
Ли Циммерман из AmericanSongwriter.com написал, что «Симпсон и компания используют различные музыкальные приемы и обработки, большинство из которых звучат так, как будто они были созданы на основе старых историй, рассказанных на заднем крыльце. Это не имеет возраста, и это заслуга музыкантов, которые трепетно относятся к архивному звучанию, которое прочно укоренилось в чувствах и эмоциях, выстраданных сердцем», и добавил «Его (Симпсона) преданность делу достойна восхищения и признания».
Дэвид Брауни из журнала Rolling Stone так оценил альбом: «Он возвращает вас в то время, когда мужчины были людьми с винтовками, женщин нужно было спасать, а кровавая расплата наступала, если вы заходили слишком далеко. Альбом является элегией не только для концептуального альбома, но и для самой культуры, о которой он повествует».

## Коммерческий успех
Альбом дебютировал на позиции № 1 в Folk Albums, № 1 в Bluegrass Albums и № 3 в кантри-чарте Top Country Albums.

## Список композиций
Слова и музыка всех песен — Sturgill Simpson.
| №                   | Название                               | Длительность |
| ------------------- | -------------------------------------- | ------------ |
| 1.                  | «Prologue»                             | 1:01         |
| 2.                  | «Ol' Dood"» ((Part I))                 | 2:57         |
| 3.                  | «One in the Saddle, One on the Ground» | 3:15         |
| 4.                  | «Shamrock»                             | 4:40         |
| 5.                  | «Played Out»                           | 3:25         |
| 6.                  | «Sam»                                  | 1:12         |
| 7.                  | «Juanita» (при участии Вилли Нельсона) | 3:40         |
| 8.                  | «Go in Peace»                          | 2:37         |
| 9.                  | «Epilogue»                             | 0:37         |
| 10.                 | «Ol' Dood» (Part II)                   | 4:22         |
| Общая длительность: | Общая длительность:                    | 27:46        |

## Позиции в чартах
| Чарт (2022)                                  | Высшая позиция |
| -------------------------------------------- | -------------- |
| Шотландия (Scottish Albums Chart)            | 47             |
| Великобритания (UK Independent Albums Chart) | 28             |
| США (Billboard 200)                          | 23             |
| США (Billboard Folk Albums)                  | 1              |
| США (Billboard Independent Albums)           | 4              |
| США (Billboard Top Country Albums)           | 3              |